# Ross (Nowa Zelandia)
Ross – miasto w Nowej Zelandii, na Wyspie Południowej, w regionie West Coast.